# Jensen Sportag
Jensen Sportag – amerykański zespół, grający elektroniczną muzykę taneczną, electrop, R&B i funk. Grupa pochodzi z Nashville w Tennessee. Ich nazwa wywodzi się od duńskiego tenisisty.
Ich EPka została doceniona przez polskich krytyków i na listach najlepszych płyt z 2011 znalazła się na 3. (Porcys) i 6. (Screenagers) miejscu.

## Członkowie
- Samuel Austin Wilkinson
- Elvis Benjamin Craig

## Wybrana dyskografia

### EP i albumy
- Untitled (2006)
- Power Sergio EP
- Pure Wet (EP) (Cascine, 2011)

### Single
- Jackie (2009)
- Jareaux (2010)
- Everything Good (2011)
- Gentle Man (2011)

## Miksy
- The Wet Mix (2011)

### Remiksy
- Au Revoir Simone – Another Likely Story (Jensen Sportag's Ice Pulse Mix) (2010)
- Shine 2009 – So Free feat. Paula Abdul (Jensen Sportag mix) (2011)
- Memory Tapes – Wait In The Dark (Jensen Sportag Remix) (2011)
- Madi Diaz – Down We Go (Jensen Sportag’s Trust Fall Remix) (2011)
- Jensen Sportag – Modcast #91 - Body Haiku (2011)
- Francois & The Atlas Mountains – Piscine (Jensen Sportag Remix) (2011)
- Erika Spring – Hidden (Jensen Sportag Remix) (2012)
- Uncle Skeleton – Disquotek (Jensen Sportag EndlessReverb)
- Venus Hum – Surgery in the Sky (Jensen Sportag Remix)